# Suzie Plakson
Suzie Plakson, née le 3 juin 1958 à Buffalo, dans l'État de New York, aux (États-Unis), est une actrice américaine.

## Filmographie

### Cinéma
- 1988 : J'ai épousé une extra-terrestre (My Stepmother Is an Alien) de Richard Benjamin : Tenley
- 1991 : Bingo de Jean-Claude Lord : Ginger
- 1994 : Harcèlement (Disclosure) de Barry Levinson : Mary Anne Hunter
- 1997 : Des hommes d'influence (Wag the Dog) de Barry Levinson : Grace
- 2001 : On Edge de Karl Slovin : Janet Bellamy
- 2005 : Red Eye : Sous haute pression (Red Eye) de Wes Craven : Hôtesse de l'air sénior

### Télévision

#### Téléfilm
- 1989 : Little White Lies : Phyllis
- 1989 : Veuve mais pas trop (Married to the Mob) : Connie Russo

#### Série télévisée
- 1987 : CBS Summer Playhouse (saison 1, épisode 13 : Reno and Yolanda) : Yolanda
- 1987 : Sacrée Famille (saison 6, épisode 06 : Super Mom) : Doris
- 1988 : Eisenhower & Lutz (saison 1, épisode 05 : Blast from the Past) : Sheri Blankenship
- 1988 : Annie McGuire : (saison 1, épisode 04 : The Fried Shoe) : Mlle Cipriani
- 1989 : Murphy Brown (saison 1, épisode 09 : I Would Have Danced All Night) : Jackie
- 1989 - 1990 : Star Trek : La Nouvelle Génération : 
  - (saison 2, épisode 06 : Double Personnalité) : Lt. Selar, M.D.
  - (saison 2, épisode 20 : L'Émissaire) : K'Ehleyr
  - (saison 4, épisode 07 : Réunion) : K'Ehleyr
- 1990 : La Belle et la Bête (saison 3, épisode 08 : Les nuits de l'enfer) : Susan
- 1991 : La Famille Torkelson (The Torkelsons) (saison 1, épisode 05 : Poetry in Motion) : Verna
- 1991 - 1994 : Dinosaures : Monica Devertebrae (14 épisodes)
- 1992 - 1995 : New York Café : Mary Margaret Tynan (67 épisodes)
- 1995 : Double Rush (saison 1, épisode 03 : Comings and Goings) : Meg Tynan
- 1996 : Star Trek: Voyager (saison 3, épisode 11 : Q-uerelle de succession) : Female Q
- 1996 - 1999 : Dingue de toi (18 épisodes) : Dr Joan Golfinos-Herman
- 1997 : Johnny Bravo (saison 1, épisode 13 : Johnny Bravo Meets Adam West/Under the Big Flop/Johnny Bravo Meets Donny Osmond) : Vivian Vixen (voix)
- 1998 : Men in Black (saison 2, épisode 07 : L'affaire de la voix fatale) : Edie (voix)
- 1999 : Les Griffin : Ann Romano
  - (saison 1, épisode 05 : L'étroit petit cochon)
  - (saison 1, épisode 06 : Le vieux rhum et la mer)
- 2000 : Tout le monde aime Raymond : Joanne "Cinnamon" Glotz
  - (saison 4, épisode 24 : Histoire d'un divorce)
  - (saison 5, épisode 04 : Faits l'un pour l'autre)
- 2000 : Bette (saison 1, épisode 04 : Silent But Deadly) : Dr Bauer (1 épisode)
- 2000 : Amy (saison 2, épisode 07 : Limites du système) : Jane Holcombe (1 épisode)
- 2001 : Futurama (saison 3, épisode 01 : Amazones amoureuses) : amazonienne
- 2002 : The Education of Max Bickford (saison 1, épisode 20 : The Egg and I) : Dr Ingrid Chekhov
- 2004 : Star Trek: Enterprise (saison 2, épisode 15 : Le Négociateur) : Tarah
- 2005 - 2014 : How I Met Your Mother : Judy Eriksen (15 épisodes)
- 2009 : Eli Stone : Jesse Bates
  - (saison 2, épisode 10 : Sonoma)
  - (saison 2, épisode 11 : Mortal Kombat)
- 2011 : Bones (saison 6, épisode 19 : La Voix du ciel) : Rosalind Bassa

### Jeux vidéo
- 2000 : Code Blue : Nan Fleming
- 2001 : Emergency Room 3 : Nan Fleming